# Broekhuysen
Broekhuysen ist ein Ortsteil der Stadt Straelen im Kreis Kleve im Nordwesten des Bundeslandes Nordrhein-Westfalen. Die Grenze zu den Niederlanden ist 3 km in westlicher Richtung entfernt.
Durch Broekhuysen führt die B 221. Die A 40 verläuft 3 km entfernt südlich.
Der Ort ist ländlich geprägt. Der Anbau von Gemüse, Blumen & Topfpflanzen wird durch die Nähe zur Erzeugergenossenschaft Landgard begünstigt. Neben dem Freilandanbau setzt man auch großflächig auf Gewächshäuser.

## Vereine
In Broekhuysen ist der Fußballverein Sportfreunde Broekhuysen 1959 e.V. ansässig.

## Baudenkmäler
In Broekhuysen gibt es ein ausgewiesenes Baudenkmal (siehe Liste der Baudenkmäler in Straelen):
- Mühlenstumpf, Broekhuysener Straße 67